# Ardenner (paard)

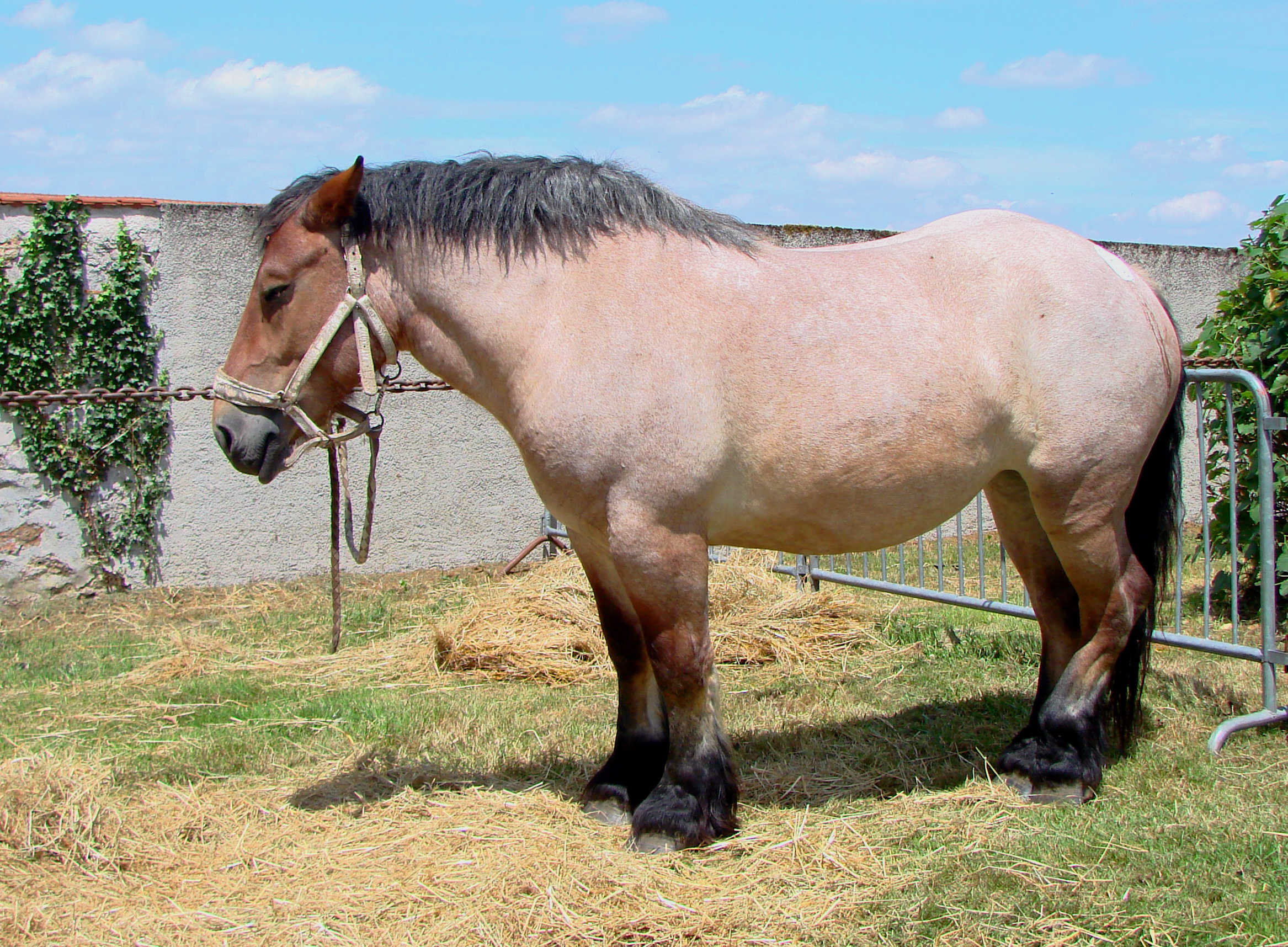
Een ardenner in rust

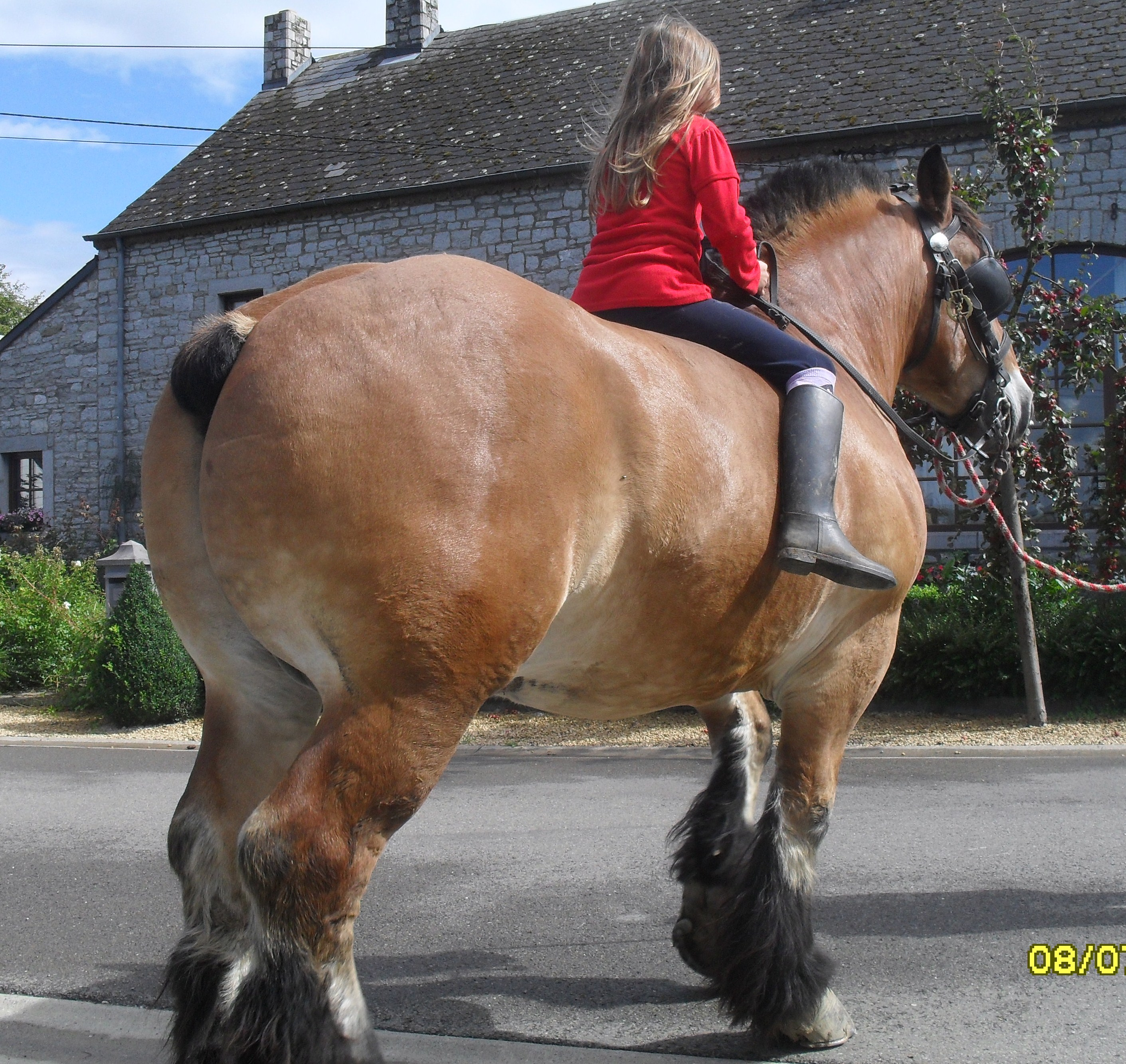
Zonder zadel op een ardenner met een gecoupeerde staart

De ardenner is een koudbloed paardenras afkomstig uit de Ardennen, om precies te zijn het bergachtige gebied op de grens van België, Frankrijk en Luxemburg. De stokmaat van dit trekpaard ligt tussen de 150 en 160 centimeter voor merries en tussen de 150 en 162 centimeter voor hengsten. In Frankrijk worden soms hogere stokmaten toegelaten. Het ras komt voor in de kleuren bruin, bruinschimmel, grijs en vos, heel zelden ziet men ook zwart.

## Geschiedenis
De ardenner, ook wel Ardens trekpaard genoemd, stamt af van een groot koudbloedpaard. Hier dankt hij dan ook zijn afmetingen aan. De ardenner heeft veel invloed gehad op het middeleeuwse oorlogspaard en is de voorvader van de meeste trekpaarden in Europa. De paarden die Julius Caesar beschreef in zijn Commentarii de bello Gallico worden gezien als de voorgangers van het huidige ardennerras en men gaat ervan uit dat dit ras al minstens tweeduizend jaar wordt gefokt op de hoogvlakten van de Ardennen.
In de legerafdeling cavalerie werden deze paarden onder het zadel en als lastdieren gebruikt. De ardenners waren zó sterk dat alleen zij de veldtocht van Napoleon tegen Rusland overleefden. Na de oorlog werden ze gebruikt in bosbeheer en bosexploitatie. In de 19e eeuw werd dit paard zwaarder doordat het opnieuw gekruist werd met brabanders. Er was toen veel behoefte aan zware trekpaarden. Vele paarden werden en worden gefokt voor de vleesindustrie.
Tegenwoordig worden ze ook weer op beperkte schaal in de bosbouw en meer en meer als vrijetijdspaard gebruikt vanwege hun uitgebalanceerde, rustige karakter. Er zijn stamboeken in België, Frankrijk, Luxemburg en in Zweden. Het eerste stamboek (Studbook du Cheval de Trait Ardennais) dateert reeds uit de 19e eeuw.

## Uiterlijk
Het gewicht van een volwassen ardenner met zijn massieve, sterke en gespierde lichaam kan variëren van 800 tot 1000 kg. Vleespaarden bereiken een nog hoger gewicht. Met zijn korte, gebogen nek en zijn enorme borstkas toont hij de kenmerken van een uitstekend trekpaard. Het lichaam is kort en vierkant. Zijn hoofd is recht of met een lichte ramsneus, dit geeft hem een vriendelijk uiterlijk. De achterhand is zwaar en de benen zijn zeer stevig, met veel behang. Vroeger werden de staarten van de meeste trekpaarden geblokstaart, ingekort tot één wervel, dus ook bij de ardenners. Deze praktijk is sinds 2001 verboden in Europa en wordt alleen nog getolereerd wanneer daar medische redenen voor zijn.

## Karakter
De ardenner staat bekend als vriendelijk en gehoorzaam. Hij wordt daarom soms de 'vriendelijke reus' genoemd. De ardenner is een werklustig en energiek paard. Een ander kenmerk van dit ras is zijn onvermoeibaarheid; hij kan urenlang bomen slepen in het bos en dagenlange tochten volhouden zonder uitgeput te raken. Voor een koudbloedras heeft dit paard verhoudingsgewijs veel temperament.

## Gebruik
Ondanks zijn zware lichaamsbouw zijn de stap en de draf energiek. Ardenners worden vaak gebruikt bij het verslepen van bomen op plekken waar voertuigen niet kunnen komen of te veel schade aan de kwetsbare bodem zouden veroorzaken. In enkele Belgische en Franse gemeenten worden ze uit ecologische overwegingen ingezet voor het onderhoud van parken en plantsoenen. Voor de mensport is dit een zeer geschikt paard. Onder het zadel kunnen ze een galoppade van meerdere kilometers volhouden. Vanwege hun zeer goedmoedige karakter zijn het ideale paarden voor de kinderboerderij en de hippotherapie. Het Ardens trekpaard is overigens vrijwel het enige paardenras in de Benelux dat ook uitsluitend voor zijn vlees wordt gefokt.

## Afbeeldingen

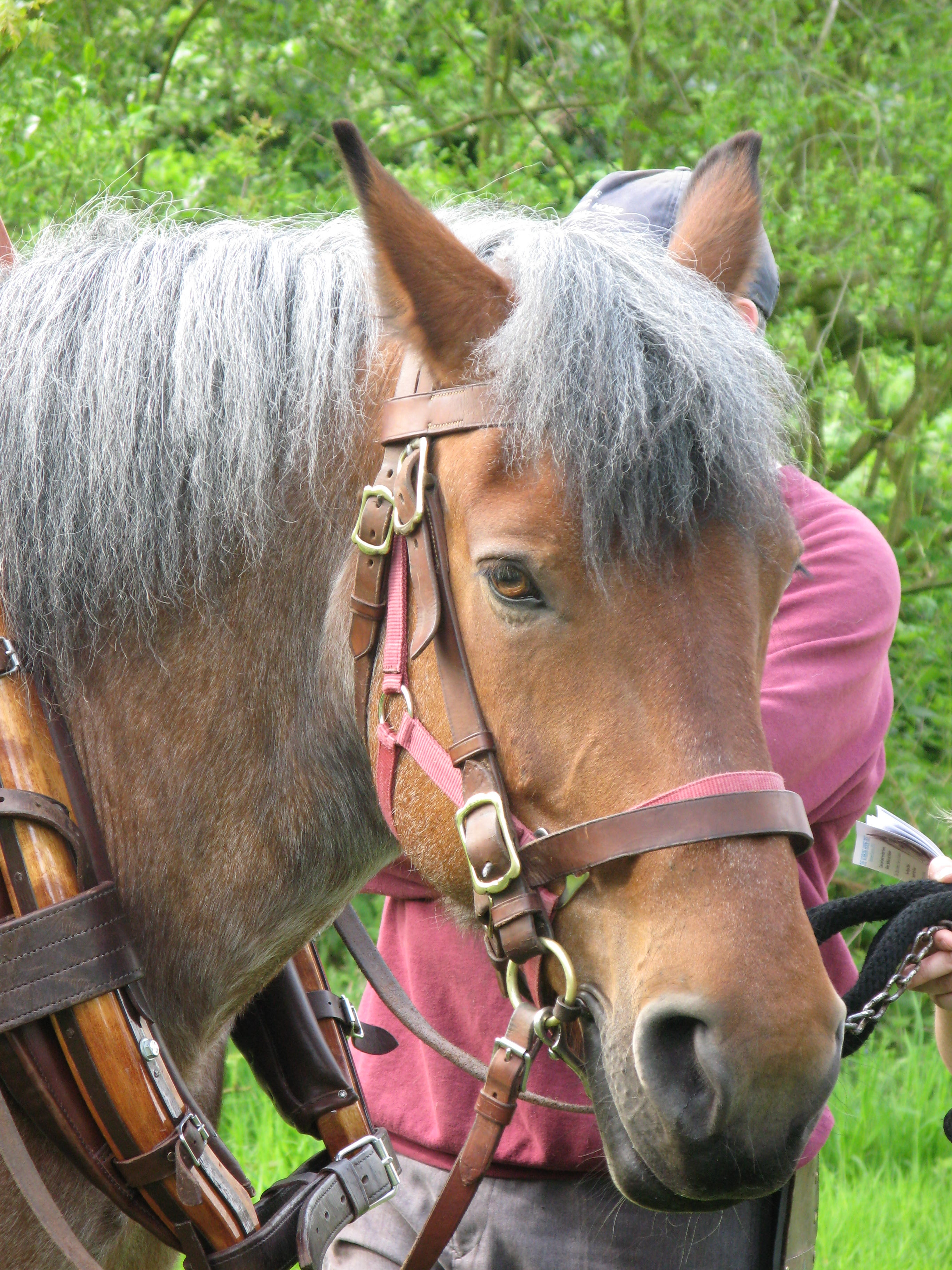
Hoofd van een ardenner
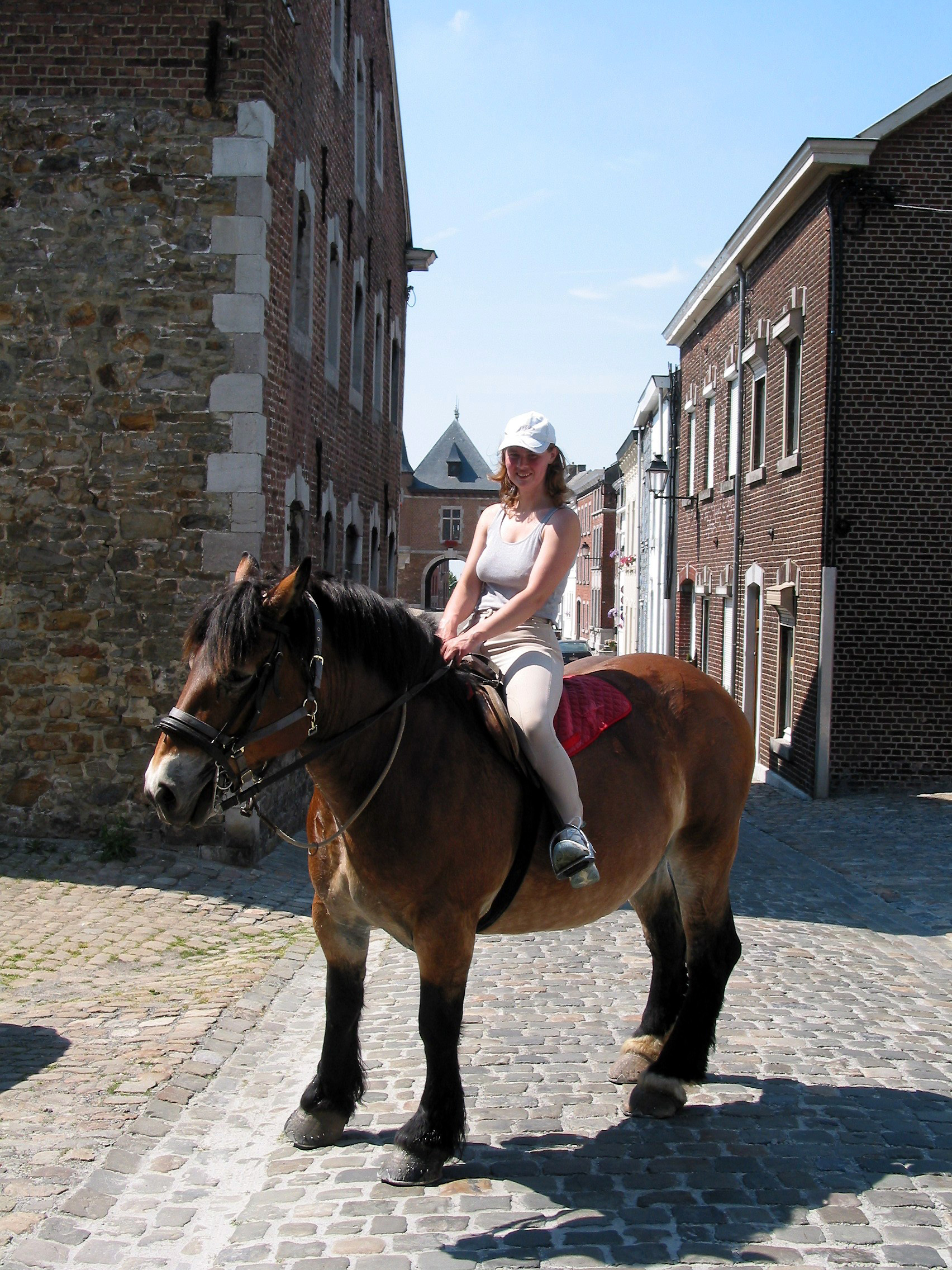
Ardenner onder het zadel
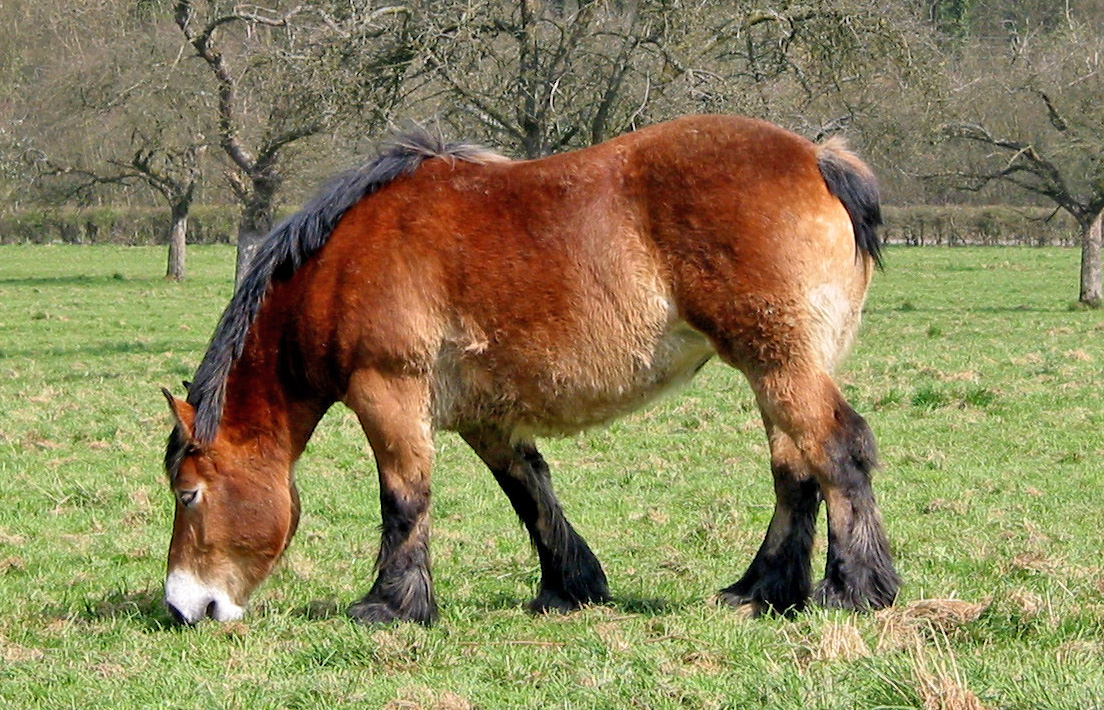
Een ardenner op de weide